# Pic Capitol
Pour les articles homonymes, voir Capitol.
Le pic Capitol, en anglais Capitol Peak, est un sommet montagneux américain dans le comté de Pitkin, au Colorado. Il culmine à 4 307 mètres d'altitude dans les monts Elk. Il est protégé au sein de la forêt nationale de White River et de la Maroon Bells-Snowmass Wilderness.